# Jerry Nelson (astronome)
Jerry Earl Nelson, né  le 15 janvier 1944 et mort le 10 juin 2017, est un astronome américain connu pour son travail de pionnier dans la conception de télescopes à miroir segmenté  qui lui vaut de partager le prix Kavli 2010 d'astrophysique .
Il est le principal concepteur et scientifique du projet des télescopes Keck .

## Éducation
Nelson est né dans le comté de Los Angeles le 15 janvier 1944 ,. En tant qu'élève du secondaire en 1960, Nelson fait ses débuts en astronomie lorsqu'il participe au programme scientifique d'été où il étudie avec les astronomes Paul Routly et George Ogden Abell . Ayant grandi à Kagel Canyon en dehors de Los Angeles, il est le premier enfant de sa ville à aller à l'université .
Il obtient son baccalauréat en physique du California Institute of Technology en 1965 et son doctorat. en physique des particules élémentaires de l'université de Californie à Berkeley en 1972 . Pendant son séjour à Caltech, il aide à concevoir et à construire un télescope de 1,5 mètre (59 po) .

## Carrière
En 1977, alors que Nelson travaille dans la division de physique du Laboratoire national Lawrence-Berkeley, il est nommé à un comité de cinq personnes pour concevoir un télescope de 10 mètres, soit deux fois le diamètre du meilleur télescope de l'époque. Il conclut que seule une conception segmentée serait judicieuse pour surmonter les difficultés structurelles. Sa conception comporte 36 segments de miroir hexagonaux, chacun de six pieds de diamètre et de seulement trois pouces d'épaisseur. Cela conduit à la création des télescopes jumeaux révolutionnaires Keck de 10 mètres ,,,.
Les segments ont résolu le problème structurel mais en créent un nouveau impliquant l'alignement des segments. Pour faire face à cela, Nelson conçoit un système d'alignement qui utilise 168 capteurs électroniques montés sur les bords des segments de miroir hexagonaux et 108 mécanismes de réglage motorisés pour maintenir en permanence le système de miroir dans la bonne forme ,.
Sa proposition est accueillie avec scepticisme. On estime que le schéma est trop complexe pour fonctionner. Finalement, Nelson surmonte les doutes en construisant des prototypes fonctionnels .
Nelson devient professeur à l'Université de Californie à Santa Cruz en 1994. En 1999, il est le directeur fondateur du Center for Adaptive Optics de l'UCSC .
En 2010, il partage le prix Kavli d'un million de dollars pour l'astrophysique pour son travail sur les miroirs segmentés .
Nelson est décédé à Santa Cruz, en Californie, le 10 juin 2017 .
En 1995, il reçoit le Prix Dannie-Heineman d'astrophysique  et en 1996 Prix Joseph Fraunhofer et le prix Robert M. Burley de l'Optical Society of America . En 1998, il obtient le Grand Prix André Lallemand décerné par l'Académie française des sciences  et le Prix Kavli d'astrophysique en 2010 . En 2012, il reçoit la Médaille Benjamin Franklin en génie électrique du Franklin Institute .